# Деветаки
Девета̀ки е село в Северна България, община Ловеч, област Ловеч.

## География
Село Деветаки се намира на около 18 km североизточно от областния и общински център Ловеч и около 27 km северозападно от град Севлиево. Разположено е в Предбалкана, по разклонения на северозападния склон на Деветашкото плато, на около 2 km югоизточно от река Осъм. Теренът е карстов с много понори и пещери, както и – предимно на югоизток от селото, малки езера. Климатът е умереноконтинентален, почвите в землището са преобладаващо сиви горски и алувиално-ливадни. Надморската височина в центъра на селото при сградата на кметството е около 330 m, на юг и югоизток нараства до около 380 – 390 m, а на юг намалява до около 300 m.
През Деветаки минава третокласният републикански път III-3013, който води на юг през село Брестово към село Къкрина, а на северозапад – към връзка с третокласния републикански път III-301 (село Козар Белене – град Левски – град Летница – Ловеч).
Землището на село Деветаки граничи със землищата на: село Дойренци на запад и север; село Александрово на север и североизток; село Кърпачево на изток; село Агатово на югоизток; село Брестово на юг; село Тепава на юг.
Населението на село Деветаки, наброявало 2096 души при преброяването към 1934 г., намалява до 665 към 1985 г. и 161 (по текущата демографска статистика за населението) към 2021 г.
При преброяването на населението към 1 февруари 2011 г., от обща численост 200 лица, за 199 лица е посочена принадлежност към „българска“ етническа група.

## История
В землището на Деветаки има останки от поселения от неолита и халколита, от антично селище и от няколко предримски и римски селища. Деветаки възниква вероятно през 13 век. Има запазени развалини от средновековни постройки. С името Деветак се споменава в турски регистър от 1579 г.
Читалището в село Деветаки се основава през 1898 г. (или 1897 г.) от Димитър Стоянов Кънчев – по професия учител.
През 1868 г. в Деветаки е открито килийно училище. В периода 1878 – 1922 г. в селото функционира начално училище, в периода 1922 – 1938 г. – и прогимназия, обединени от 1938 г. в основно училище. През 1933 г. се построява нова училищна сграда. Училището съществува до 1971 г.
Църквата „Свети пророк Илия“ в село Деветаки е осветена през май 1886 г.
През февруари 1908 г. е основано от петдесет и седем учредителя Земеделско спестовно-заемателно дружество – село Деветаки (1908 – 1919 г.). Целта на дружеството е да осигури на членовете си лесен достъп до кредит с малка лихва, доставяне на стоки от първа необходимост, подпомагане развитието на дребния и средния бизнес и насърчаване на спестовността. През 1919 г. дружеството се преименува на Кредитна кооперация „Деветашка пещера“ – село Деветаки (1919 – 1944 г.); открива голям смесен магазин, месарски и яйчарски отдели; доставя редосеялки, валяк и други за общо ползване. След още промени в организацията и наименованието, кооперацията се влива през март 1972 г. в състава на Районната потребителна кооперация (РПК) – Лесидрен.
Създаденото вероятно около 1948 г. Трудово кооперативно земеделско стопанство (ТКЗС) в село Деветаки се влива в създаденото през ноември 1958 г. Обединено ТКЗС – село Александрово, което – след поредица промени на организацията в следващите години, през май 1995 г. престава да съществува.

## Население
Численост и дял на етническите групи според преброяването на населението през 2011 г.:
|                     | Численост | Дял (в %) |
| Общо                | 200       | 100,00    |
| Българи             | 199       | 99,5      |
| Турци               | 0         | 0,00      |
| Цигани              | 0         | 0,00      |
| Други               | 0         | 0,00      |
| Не се самоопределят | 0         | 0,00      |
| Неотговорили        | 1         | 0,5       |

## Обществени институции
Изпълнителната власт в село Деветаки (към 10 септември 2022 г.) се упражнява от кметски наместник.
В село Деветаки към 2022 г. има:
- действащо читалище „Зора 1897 г.“;[14][15]
- православна църква „Свети пророк Илия“;
- пощенска станция.[16]

## Културни и природни забележителности
Сред природните забележителности са Деветашка пещера и няколко подземни реки.
Селото има собствена емблема, която представлява старобългарски щит, което подсказва за древния произход на селището и символизира историческата приемственост и държавност. Щитът в горната си част е заоблен, като терена, върху който е разположено селото и землището му, осеяно с тракийски надгробни могили. Централната част на емблемата се заема от стилизирана графична рисунка на входа на Деветашката пещера – най-голямата в Източна Европа. Името на селото е изписано с църковнославянски шрифт, което говори за съхраняването на националните традиции, бит и култура. Над името на селото е изобразен прилеп с разперени криле, който символизира пещерата и е закрилник на селото. Автор на емблемата е художникът Мильо Димов от Ловеч. Информацията за землячество „Деветашка пещера“ е събрана и предоставена от Г. Т. Ликов.

## Други
- През декември 2008 година правителството решава да даде разрешение за търсене на нефт и природен газ в района на селото.[17]

## Личности
- Иван Дойчев (р. 1934), български офицер, полковник от Държавна сигурност
- Доц. доктор Върбан Върбанов 1922 г. – 1991 г., военен лекар, инфекционист, началник на инфекциозната клиника на ВМИ (ВМА).